# Shuffle!
Shuffle! (シャッフル！) é um jogo feito pela desenvolvedora de jogos eroge Navel. Por ser tão popular no Japão, já recebeu três jogos referentes a ele.

## Personagens[1]
- Lisianthus/Kykiou (リシアンサス/キキョウ)
- Nerine/Lycoris (ネリネ/リコリス)
- Tsuchimi Rin (土見 稟)
- Shigure Asa (時雨亜沙)
- Kareha (カレハ)
- Mayumi Thyme (麻弓＝タイム)
- Fuyou Kaede (芙蓉 楓)
- Primula (プリムラ)
- Shigure Ama (時 雨亜麻)
- Lisianthus/Kykiou (リシアンサス/キキョウ): Ela é uma princesa vinda do mundo dos Shinzoku. Tem dupla personalidade, Kykiou. Kykiou é sua versão mais sensual, ousada, e às vezes, um pouco má.
- Nerine/Lycoris (ネリネ/リコリス): Ela também é uma princesa, mas vinda do mundo dos Mazoku. Veio em busca de Rin-Kun (personagem principal da história), crendo que ele era seu grande amor.
- Tsuchimi Rin (土見 稟): É o personagem principal tanto do jogo, quanto do anime. Ele está indeciso com qual das garotas deve ficar (por isso o nome "Shuffle", que significa "Confusão"), e, com isso, fica confuso. Todas as garotas querem ficar com ele, e isso ajuda ainda mais na sua indecisão.
- Shigure Asa (時雨亜沙): É filha de um humano com uma Mazoku, Shigure Ama. Ela tem aparência de humana, mas adquiriu os poderes de um Mazoku. Com isso, toda vez que usa seus poderes, seu cabelo fica absurdamente grande.
- Kareha (カレハ): Vinda do mundo dos Shinzoku, é a melhor amiga de Shigure Asa. Quando vê algo romanticamente agradável para si mesma, sempre reproduz um "Maa, Maa, Maaa!" com seus olhos estupidamente brilhantes. Não é uma personagem que possa ser selecionada com namorada tanto em Shuffle! para PC, quanto em "Really? Really!", porém pode ser a namorada de Rin em Shuffle! On the Stage.
- Mayumi Thyme (麻弓＝タイム): Também vinda do mundo dos Shinzoku, é amiga de todos os personagens da história, te ajudando, no jogo, a escolher com qual das garotas quer ficar. Em Really? Really! e Shuffle! On the Stage, é uma das personagens que podem ser selecionadas, ou seja, em , Really? Really! e Shuffle! On the Stage, você pode terminar tendo relações sexuais com ela. Entretanto, no final do jogo Really? Really!, Asa promete a si mesma que irá conquistar o coração de Rin custe o que custar… Será que vem por aí um "Asa Sequel"?
- Fuyou Kaede (芙蓉 楓): Amiga de infância de Rin, foram criados juntos (Tsuchimi Rin e Fuyou Kaede) até a misteriosa morte de sua mãe. Durante anos, ela culpou Rin de ter matado sua mãe, até descobrir uma de suas personalidades omitidas: a psicótica. Em sua personalidade psicótica, ela comete maldades, sendo capaz até de matar um alguém e não se lembrar do que fez logo após o fato ocorrido quando estava em sua personalidade psicótica.
- Primula (プリムラ): É o terceiro projeto artificial do relacionamento amoroso de Shinzoku com Mazoku (Forbesii e Cineraria(Tick!Tack!)). Ela escapou do mundo dos Mazoku também em busca de Rin.
- Shigure Ama (時雨亜麻): Mãe de Asa, não é disponível como namorada de Rin em nenhum dos jogos referentes a Shuffle!, porém, te facilita na escolha das garotas em Shuffle! para PC.
- Tsubomi irmã mais nova de Shigure Asa